# Francesco D'Angelo
Francesco D'Angelo (Catania, 7 dicembre 2001) è un canoista e cestista italiano.
È entrato nel mondo dello sport da piccolo, praticando canoa/kayak per poi diventare un giocatore di pallacanestro in carrozzina nella massima serie A.

## Biografia

### Canoa/kayak
Inizia la sua carriera da atleta professionista, grazie al suo coach e mentore Daniele Romano, nel 2016 con il Circolo canoa Catania, portando diversi titoli a livello regionale.

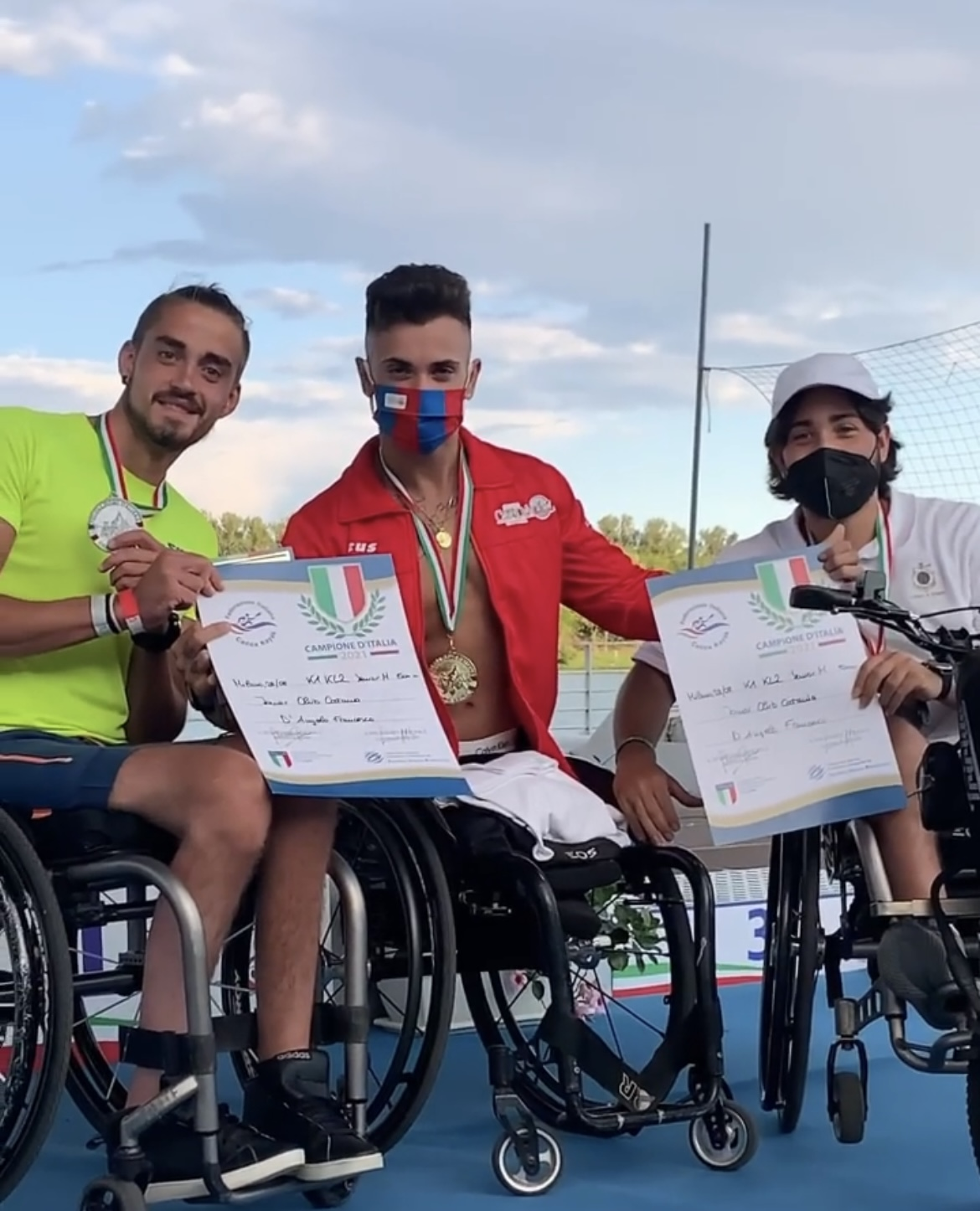

Vince il suo primo titolo italiano nella categoria KL2 Ragazzi a marzo 2017 sul lago di Candia, arrivando primo nei 200m K1. A settembre dello stesso anno, a Milano, vince il secondo titolo nella stessa categoria ma sulla distanza 2000m K1.
Ad aprile 2018 a Mantova vince il suo terzo titolo italiano, nella categoria KL2 Juniores nella gara dei 3000m K1.
A maggio 2018 partecipa alla sua prima e unica coppa del mondo a Sgezed all'età di 17 anni raggiungendo il 5º posto nella semifinale dei 200m K1, gareggiando da Juniores nella categoria Seniores.
Nell'aprile 2019, sempre a Mantova, arriva primo nella gara di fondo dei 3000m K1 categoria KL2 Juniores conquistando il quarto titolo italiano. 
A settembre ai campionati italiani di Milano vince i titoli Juniores nei 500m e 200m KL2 sia nel singolo che nel K2 insieme a Claudio Carbonaro.
Dopo un periodo di stop causato dal COVID-19, il 2 aprile 2021 si qualifica per la prima volta nella categoria Seniores KL2, raggiungendo il primo posto e conquistando la sua ottava medaglia d'oro nella categorie 200m. per la prima volta da maggiorenne.
Il 27 agosto parte per le selezioni delle Paralimpiadi di Tokyo 2020 a Milano, qualificandosi al primo posto in tutte le categorie (200-500-1000m), riuscendo a conquistare tre medaglie d'oro, ma non viene comunque convocato per le para-olimpiadi.

### Pallacanestro in carrozzina

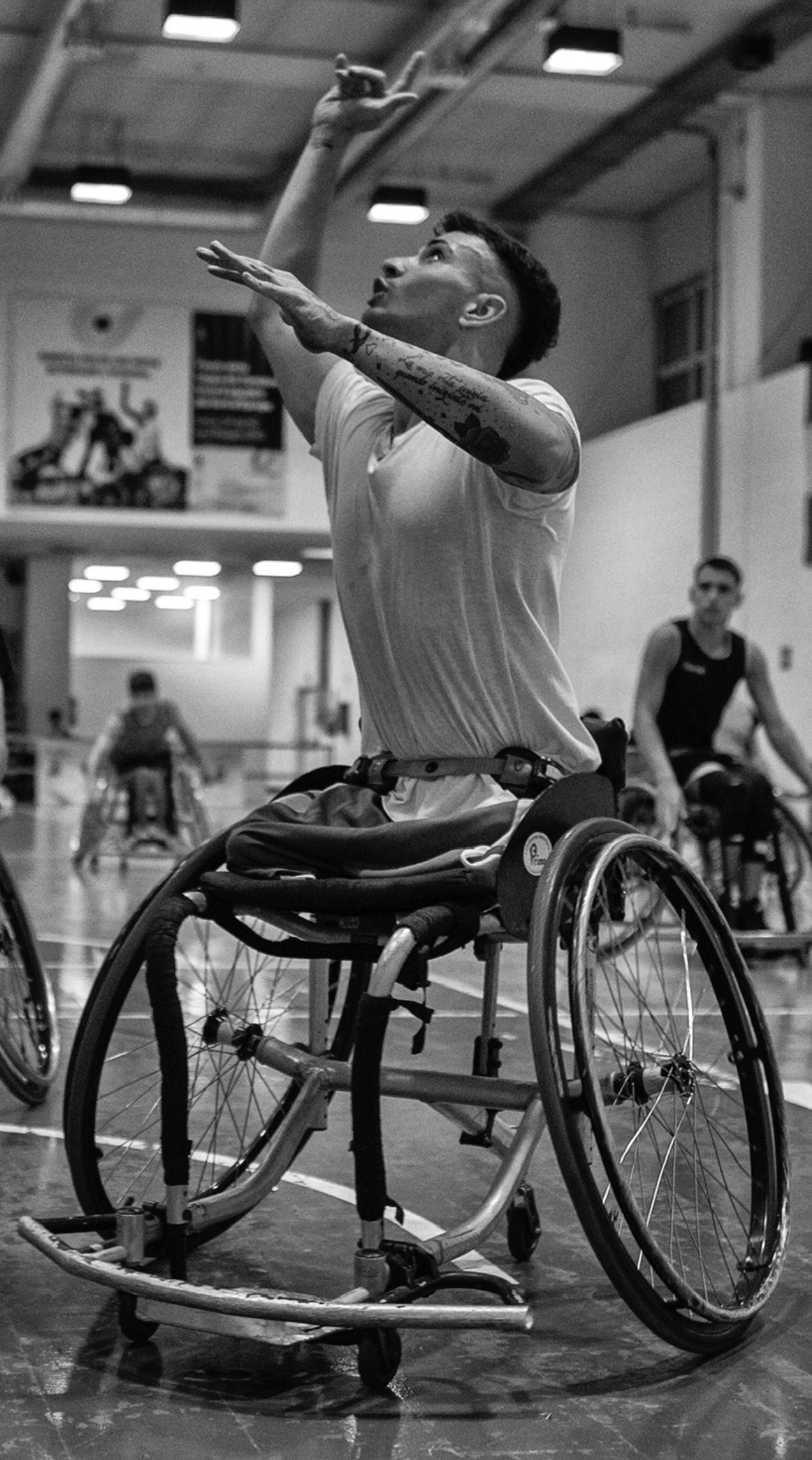
Francesco D’Angelo in azione

Inizia il suo percorso da cestista all'età di 15 anni, ancora agli esordi con il CUS Catania viene reclutato dall'allenatore della nazionale italiana di basket in carrozzina Carlo Di Giusto, che lo chiama prima in Nazionale Under-22, poi a giocare in prestito nella società del Giulianova vicino Teramo, ritrovandosi nella top 4 della serie A.
Dopo un primo periodo di formazione torna nella sua città di origine per chiudere il campionato con il CUS Catania la sua squadra nativa. Inizia la stagione 2022-2023 nella squadra di Roma "Giovani e Tenaci" appena promossa in serie A, con il coach ed ex giocatore multi premiato, Stefano Rossetti.
In totale, ha giocato 17 partite segnando 64 punti con il CUS Catania.

## Palmarès

### Canoa/kayak
Medaglie d’oro ai Campionati italiani di canoa/kayak: 12
 Oro Campionati italiani di velocità 2017 (200 m)
 Oro Campionati italiani di fondo 2017 (3000 m)
 Oro Campionati italiani di velocità 2018 (200 m)
 Oro Campionati italiani di fondo 2018 (3000 m)
 Oro Campionati italiani di fondo 2019 (3000 m)
 Oro Campionati italiani di velocità 2019 (200 m)
 Oro Campionati italiani di velocità 2019 (500 m)
 Oro Campionati italiani di velocità 2021 (K2 500 m)
 Oro Campionati italiani di velocità 2021 (200 m)
 Oro Campionati italiani di velocità 2021 (200 m)
 Oro Campionati italiani di velocità 2021 (500 m)
 Oro Campionati italiani di velocità 2021 (1000 m)